# Street Sounds Electro 10
Street Sounds Electro 10 er det tiende opsamlingsalbum i en serie og blev udgivet i 1985 af StreetSounds. Albummet udkom som LP-plade og kassettebånd og består af otte electro og old school hip hop numre mixet af Herbie Laidley.

## Sporliste
| 1. | "Johnny The Fox"            | Tricky Tee                    | -:-- |
| 2. | "Bite This"                 | Roxanne Shanté                | -:-- |
| 3. | "Knights Of The Turntables" | Dynamic Duo featuring Shaquan | -:-- |
| 4. | "Star Raid"                 | 19th Fleet                    | -:-- |

| 1. | "Together Forever"    | Run-D.M.C               | -:-- |
| 2. | "Transformer"         | M.C. Craig "G"          | -:-- |
| 3. | "Two, Three, Break"   | D.J. Born Supreme Allah | -:-- |
| 4. | "Don't Stop The Rock" | Freestyle               | -:-- |